# Тевтис
Тевфид (Тевтис, др.-греч. Τεῦθις) или Орнит (Ὄρνυτος) — мифический герой из города Тевфиды в Аркадии. Когда перед походом в Трою греческое войско, собравшееся в Авлидской гавани, было там задержано противными ветрами, Тевтис со своим отрядом хотел вернуться на родину, поссорился по этому поводу с Агамемноном и ранил богиню Афину копьем в бедро, когда она в образе Мелана хотела удержать его от возвращения. Вернувшись на родину, он сам заболел от сухотки, а вся страна стала неплодородной.
Тогда жители этой страны обратились к додонскому оракулу и по его приказанию воздвигли Афине статую с раной в бедре.